# Сугайкасинське сільське поселення
Сугайка́синське сільське поселення (рос. Сугайкасинское сельское поселение) — муніципальне утворення у складі Канаського району Чувашії, Росія. Адміністративний центр та єдиний населений пункт — присілок Сугайкаси.

## Населення
Населення — 1203 особи (2019, 1319 у 2010, 1453 у 2002).